# AU 옵트로닉스

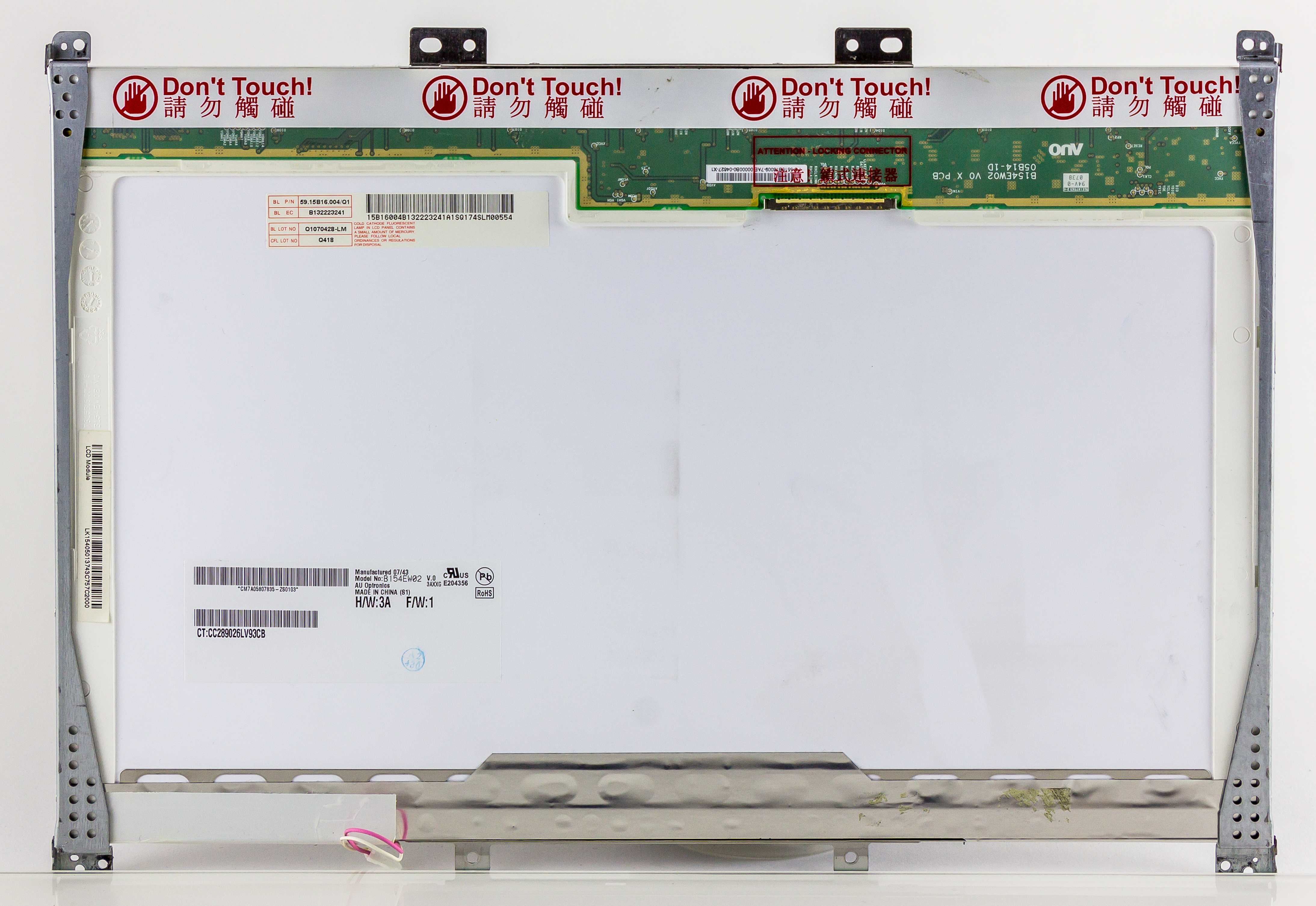

AU 옵트로닉스 주식회사(중국어: 友達光電는 AUO라고도 불리며, 박막 트랜지스터 액정 디스플레이 패널을 제조하는 기업중 세계에서 3번째로 큰 기업이고, 중화민국에서 가장 큰 기업이다. AU 옵트로닉스는 (1996년에 설립된 AUO가) 2001년 9월에 에이서 디스플레이 테크놀로지 주식회사와 합병하면서 설립되었다. 2006년 10월에, AUO는 콴타 디스플레이와 합병하여 오늘날 대형 박막 트랜지스터 액정 디스플레이 시장의 20%를 점유하는 거대 TFT-LCD 제조사가 되었다.
AU 옵트로닉스는 삼성전자와 LG전자 등의 기업의 모니터와 LCD TV 제품에 쓰이는 패널을 공급하고 있으며, 전반적으로 응용할 수 있는 다양한 크기의 패널을 고객사에 공급하고 있다. 공급하는 TFT-LCD 패널은 1.5인치에서 46인치보다 큰 경우도 있다. AUO는 2005년에 매출액으로 66 억 달러를 달성했고 42,000명이 넘는 직원이 중화민국, 미국, 일본, 유럽, 대한민국과 중국등 세계각지에서 업무를 담당하고 있다. 게다가, AUO는 순수 TFT-LCD 제조사로 뉴욕 증권거래소에 성공적으로 상장된 첫 번째 기업이다. 2004년에, AU 옵트로닉스는 비지니스 위크의 "세계적인 IT 기업"에서 17위로 기록되었으며, TFT-LCD 패널의 세계 시장에서 20%이상의 점유율을 기록한 세계에서 가장 큰 제조사이다. AUO의 모니터 TFT-LCD는 1위를 기록한 반면에, 노트북 컴퓨터와 텔레비전 모델은 2위를 달리고 있다. 디지털 비디오 카메라, 디지털 카메라와 일반적인 AV에 사용되는 중소형 TFT-LCD 패널 시장에서 AU 옵트로닉스는 세계 시장점유율 2위를 기록하고 있다.
25 개의 국가에 걸쳐 96 개의 배급업체 및 도매업체를 통해 태양광 패널이 판매된다.

## 역사
- 1996년 8월 Acer Display Technology, Inc.(AUO의 전신) 설립
- 2000년 9월 대만증권거래소 상장
- 2001년 9월 Unipac Optoelectronics Corporation과 합병하여 AUO 형성
- 2006년 10월 Quanta Display Inc.와 합병
- 2008년 12월 태양광사업 진출
- 2009년 6월 중국 쓰촨성 Changhong과 합작투자하여 모듈공장 설립
- 2010년 4월 중국 TCL과 합작하여 모듈공장 설립
- 2010년 7월 Toshiba Mobile Display Co., Ltd.의 싱가포르 자회사 AFPD Pte., Ltd.("AFPD") 인수
- 2012년 2월 일본 이데미츠와 OLED 전략적 제휴 체결
- 2014년 4월 스타리버에너지(주)를 설립하여 태양광발전소 운영의 새로운 모델 개시
- 2014년 5월 CSR 리포트는 제조업 중 대만 최초의 GRI G4 인증을 획득했다.
- 2015년 12월 대만 최초의 공정수 완전 재활용 시스템 출시
- 2020년 12월 AUO 9.4인치 고해상도 플렉서블 마이크로 LED 디스플레이 기술이 신주과학단지에서 2020년 혁신제품상을 수상했다.
- 2021년 5월 AUO의 산업용 및 상업용 디스플레이 자회사인 AUO Display Plus 설립
- 2023년 10월 AUO는 Behr-Hella Thermocontrol을 6억 유로(약 NT$204억)에 인수했다.[6]

## 참조
1. ↑  IT는 아이뉴스24, 연예스포츠는 조이뉴스24[깨진 링크(과거 내용 찾기)]
2. ↑  '위기'에 강한 한국 LCD '빛본다' :: 네이버 뉴스
3. ↑  Amassed market share of AUO and QDI, based on DisplaySearch Large Area Unit Shipment Q3 2006 Report.
4. ↑  TSR medium/small size TFT-LCD (a-Si + LTPS), Q3 2006 Report.
5. ↑  “ENF Ltd.”. 《kr.enfsolar.com》. 2016년 8월 23일에 확인함.
6. ↑  “AUO Board Approves Acquisition of German Behr-Hella Thermocontrol GmbH ("BHTC") to Advance Global Strategic Expansion into Smart Mobility Ecosystem”. 《Yahoo Finance》 (미국 영어). 2023년 10월 2일. 2023년 10월 4일에 확인함.

## 같이 보기
- 치메이 옵토일렉트로닉스 (CMO)
- 에스 엘시디
- 엘지디스플레이
- 샤프 주식회사